# 佐竹義春
佐竹 義春（さたけ よしはる、1890年〈明治23年〉7月17日 - 1944年〈昭和19年〉4月13日）は、大正から昭和期の華族。佐竹宗家34代当主。貴族院侯爵議員。位階は従二位。勲等は勲二等。

## 生涯
侯爵・佐竹義生、祚子夫妻の長男として生まれる。父の死去に伴い1915年（大正4年）3月30日、侯爵を襲爵。同年、東京帝国大学文科大学国史科を卒業。同年7月16日、満25歳に達し貴族院侯爵議員に就任した。1928年（昭和3年）火曜会に入会して死去するまで在任した。
明治以来、佐竹侯爵家の財政は逼迫しており、1917年（大正6年）11月、家令の大縄久雄が義春同意のもと、益田鈍翁、高橋箒庵を世話人とした美術品の売立て「佐竹侯爵家御蔵器入札」を東京美術倶楽部で行った。入札の目玉は「佐竹本三十六歌仙絵巻」で、35万3000円で落札（当時の1万円は21世紀現在の1億円に相当）。このほか雪舟「山水帆懸船」、藤原定家「御犬之文」、一休宗純「墨蹟 鹿の一声」、茶入れ「山桜大海」など300点の名品が売却された。
だが昭和に入っても佐竹侯爵家の財政事情は好転せず、徳川義親が1937年（昭和12年）から、三女・百合子（佐竹義栄夫人）の嫁ぎ先となる佐竹侯爵家の家政整理にも介入する。義親は徳川厚男爵家、紀州徳川侯爵家、一橋徳川伯爵家など多くの困窮華族の財産整理を手助けした実績があるが、義春は義親の財政立て直し案を受け入れず、佐竹家の家政整理は失敗した。義親は日記に「 （佐竹義春）侯爵も（兼子）夫人もこれほど馬鹿とは思わなかった。家の没落もまたやむを得ないことだろう。華族はみなこうして没落してゆく。」と記した。
1942年（昭和17年）、義春は佐竹家伝来の美術品や資料2300点を家令の小林昌治に譲渡し、後世へ伝える文化財として永久保存するよう懇請。小林は1981年（昭和56年）、私財を投じてこれらの文化財を保存・展示する「千秋文庫」を設立した。

## 親族
- 母 祚子（としこ、公爵・徳大寺実則次女）[1]
- 妻 兼子（公爵・九条道実長女。貞明皇后の姪、昭和天皇の従姉）[1]
- 長男 義栄（侯爵）[1]
- 長女 則子（子爵・鍋島直紹夫人）[1]
- 次女 照子（侯爵・花山院親忠の妻）[8]
- 弟妹[1] 佐竹義行、佐竹義通（佐竹義種養子）、佐竹義勝（佐竹義通養子）、佐竹義心（よしのり）、涼子、静子（伊藤次郎左衛門夫人）、松平忠宏（ただひろ、松平忠礼の甥・忠正の養子）。